# فيليب س. هايدن
فيليب س. هايدن (بالإنجليزية: Philip C. Hayden)‏ هو معلم موسيقى أمريكي، ولد في 1854، وتوفي في 1925.